# Premio letterario di prosa latina
Il  Premio letterario di prosa latina era un concorso nazionale di prosa latina, bandito nel 1939 dall'Istituto nazionale di studi romani, con l'intento di premiare gli studenti più meritevoli del Regno d'Italia.
Il concorso era distinto in tre sezioni: per gli insegnanti ed i cultori di latino, per gli studenti universitari e per gli alunni delle terze classi dei licei classici di tutto il Regno.
I concorrenti della I sezione dovevano presentare una composizione a stampa originale, in prosa latina, pubblicata in data non anteriore al 1937.
Ai concorrenti della II e III sezione venne assegnato un tema di prosa in latino.
Tutte e tre le sezioni furono giudicate da una commissione centrale.
I vincitori del concorso, rappresentanti tutte le regioni italiani, furono ricevuti da Benito Mussolini a Palazzo Venezia in Roma il 13 novembre 1939, per la premiazione.
Venne consegnato ai vincitori un assegno di lire 1.000 quale rimborso per le spese viaggio, ed un soggiorno di due giorni a Roma per visite turistiche  da effettuarsi alla fine dell'anno scolastico.

## Vincitori

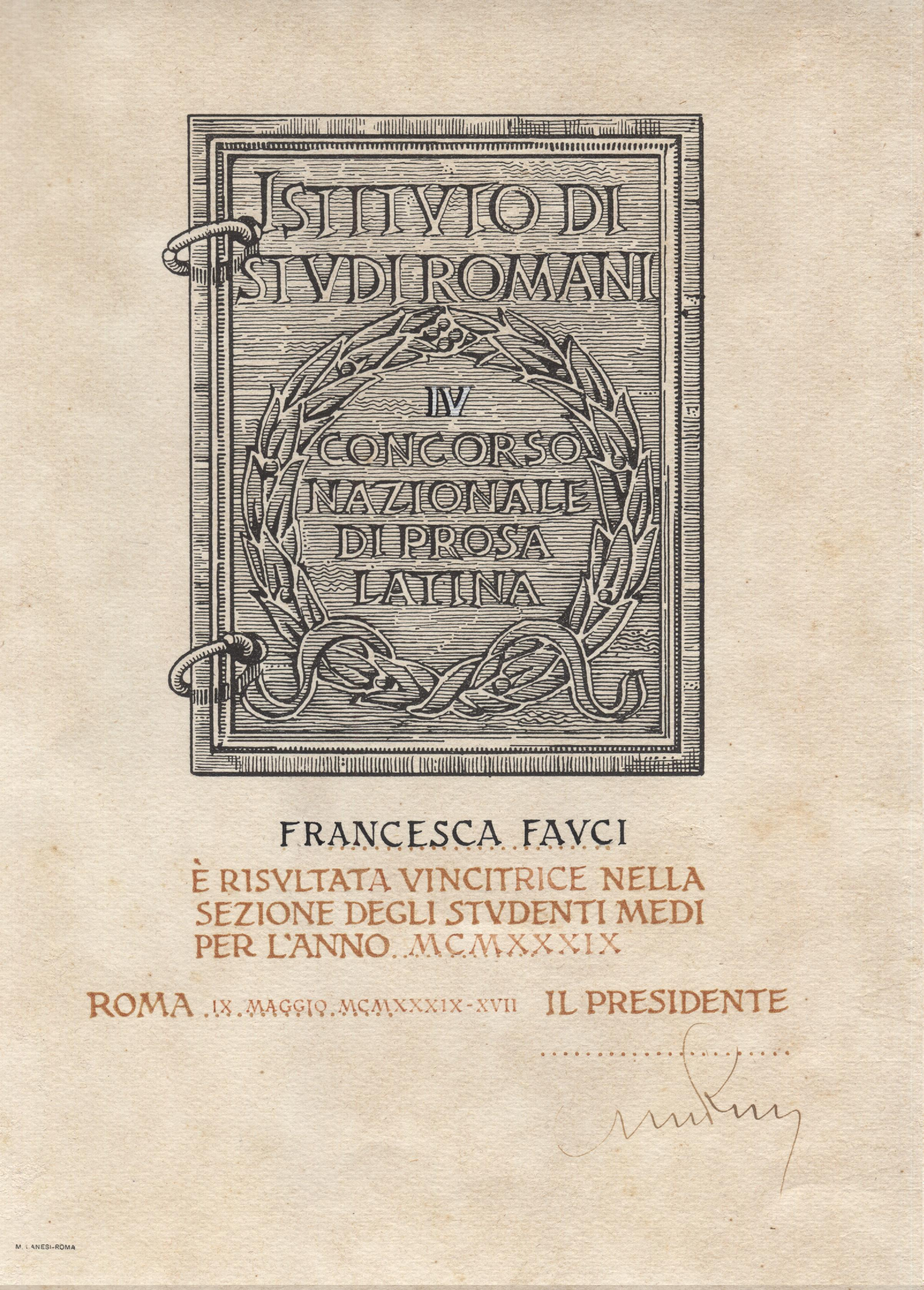
Un attestato del Premio letterario di prosa latina

I vincitori del premio provenivano da tutte le regioni italiane:
- a Roma:
  - V. Ziparo Reggio Calabria, 1940
  - L. Gasperoni di Todi
  - O. Sisti di Arezzo
  - E. Legnani di Ferrara
  - D. Pieraccioni di Firenze
  - S. Seminara di Arezzo
  - A. Tascio di Todi

- a Bari:
  - A. Loindice di Altamura
  - G. Scaramozzino di Reggio Calabria
  - A. Castiglio di San Seveso

- a Cagliari:
  - J. Mocci di Oristano

- a Catania:
  - Gesualdo Bufalino di Comiso
  - Francesca Fauci di Sciacca

- a Genova:
  - G. Moreno di San Remo

- a Milano:
  - B. Colpi di Rovereto
  - M. Caralone di Vigevano

- a Napoli:
  - Mario Pomilio di Avezzano
  - T. Del Piano di Salerno
  - F. Moronti di Napoli

- a Torino:
  - B. Bufatto di Chieri
  - M. Roberti di Torino

Il vincitore nazionale della III sezione del premio fu Luigi Gasperoni.